# Vilhelm Helander

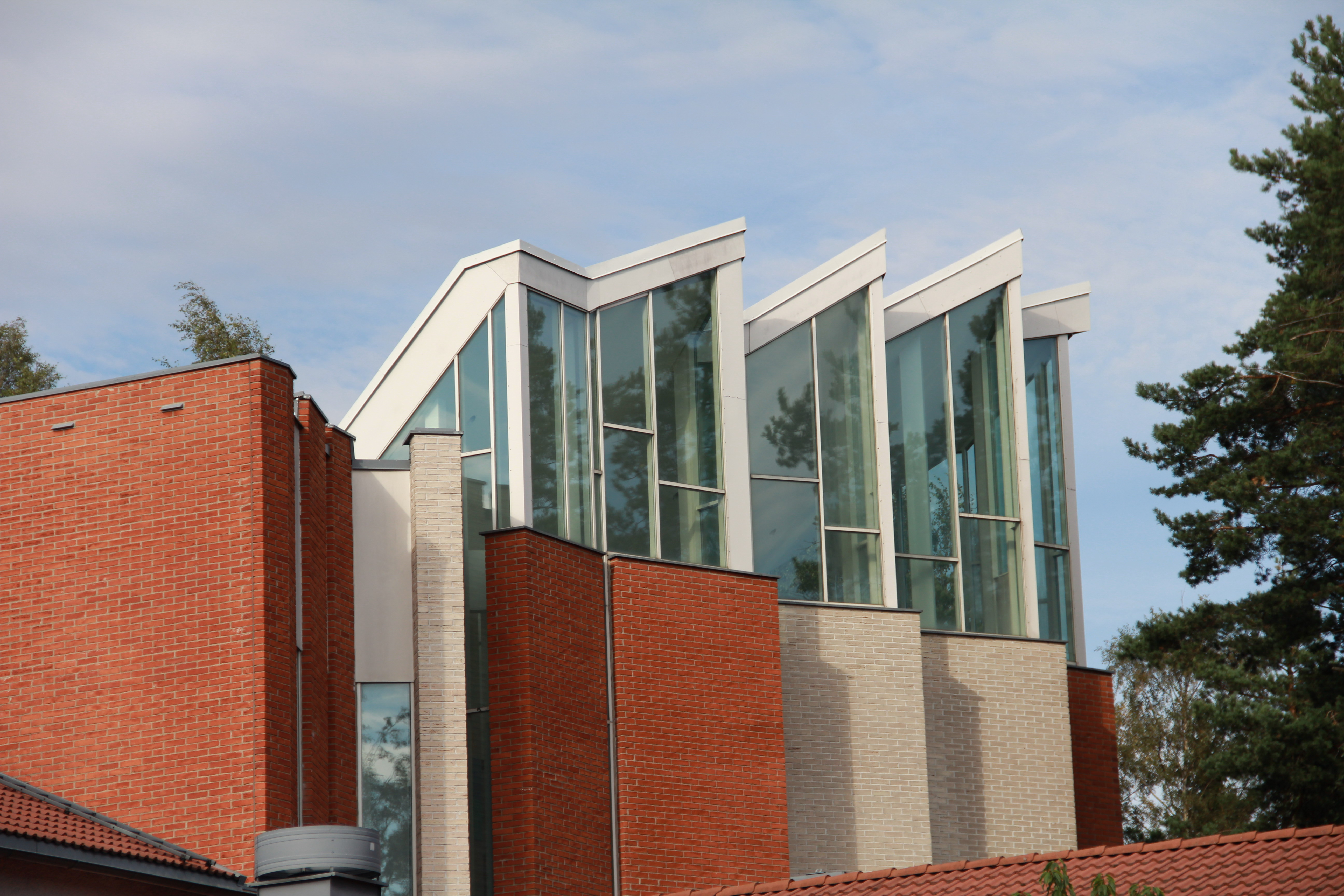
Den goda herdens kyrka i Baggböle i Helsingfors.

Arne Anders Vilhelm Helander, född 17 mars 1936 i Helsingfors, död 28 januari 2025, var en finländsk arkitekt.
Vilhelm Helander, som var son till arkitekten Arne Helander, utbildade sig till arkitekt på Helsingfors tekniska högskola med examen 1967 och avlade licentiatexamen där 1972. Han var professor i arkitekturhistoria 1985–2006. Från 1976 drev han en arkitektbyrå tillsammans med Juha Leiviskä.
Han utgav tillsammans med Mikael Sundman 1970 boken Vems Helsingfors? Rapport från innerstaden 1970, där författarna beskrev förödande effekter av en pågående rivningsvåg i en historisk stadsmiljö. Boken fick 1971 det prestigefyllda Eino Leino-priset.
Vilhelm Helander var gift med kemisten Elisabeth Helander.

## Restaureringsarbeten i urval
- Gamla studenthuset i Helsingfors, 1979 (tillsammans med Juha Leiviskä)
- Ständerhuset i Kronohagen i Helsingfors, 1988–1993[6]
- Finlands nationalmuseum i Helsingfors, 1997–2000[7]
- Helsingfors domkyrka, 1999
- Björneborgs stadshus
- Borgå rådhus
- Den gode herdens kyrka i Baggböle i Helsingfors, restaurering och tillbyggnad, 2002 (tillsammans med Juha Leiviskä)

## Utmärkelser i urval
- 1971 Eino Leino-priset (tillsammans med Mikael Sundman)
- 1998 Pro Finlandia-medaljen
- 2007 Byggrosen, 2007 (tillsammans med Juha Leiviskä)